# ریچل داوز
ریچل داوز (انگلیسی: Rachel Dawes) نام شخصیتی خیالی است که اولین بار در فیلم بتمن آغاز می‌کند سال ۲۰۰۵ کریستوفر نولان حضور یافت. بازیگر این شخصیت در آن فیلم کیتی هلمز (و در بعضی صحنه‌های کودکی آن اما لاکهارت) بود. هلمز برای این شخصیت در بازی‌های ساخته‌شده از روی این فیلم صداپیشگی می‌کند. پس از فیلم بتمن آغاز می‌کند، هلمز تصمیم گرفت در فیلم شوالیه تاریکی حضور نیابد و بنابراین جای خود را به مگی جیلنهال بدهد. جیلنهال هم‌چنین بعنوان داوز در وبگاه بازاریابی هاروی دنت برای انتخابات منطقه‌ای گاتهام سیتی (من به هاروی دنت اعتقاد دارم) حضور یافت.
در سه‌گانهٔ بتمن، ریچل معشوقهٔ دوران کودکی بروس وین می‌باشد و نیز یکی از معدود افرادی است که در این سری فیلم‌ها از هویت مخفی او یعنی بتمن اطلاع دارند. او یکی از تم‌های اصلی دو فیلم ابتدایی این سه‌گانه (بتمن آغاز می‌کند و شوالیه تاریکی) می‌باشد و هم‌چنین پس از مرگش در دومین قسمت، موجب اعمالی که بروس وین در قسمت سوم یعنی شوالیه تاریکی برمی‌خیزد انجام می‌دهد، می‌باشد.

## توسعه
از ابتدا قرار بود کیتی هلمز در شوالیه تاریکی بازی کند ولی وقتی او بازی در دومین فیلم را رد کرد، نگاه‌ها به سمت بازیگرانی چون آیلا فیشر، امیلی بلانت، ریچل مک‌آدامز، آیلا فیشر و سارا میشل گلر رفت ولی در نهایت این مگی جیلنهال بود که برای بازیگری در این فیلم انتخاب شد. کریستوفر نولان سعی کرد در طول دو فیلم ابتدایی شخصیت ریچل را با جدی‌ساختن صحنه‌های او، مهم‌تر و نقشش را اساسی‌تر جلوه دهد. او در این باره بیان کرد: «کاملاً واضح است که ریچل از اتفاقاتی که دوروبرش می‌افتد خبر دارد و می‌داند چه چیزهایی برای او مهم هستند و چه چیزهایی مهم نیستند. او حاضر نیست باورها و اعتقادات اساسی خود را زیر پای بگذارد و همیشه به چیزی که باور دارد عمل می‌کند و این باعث قوی‌ماندن کاراکترش در شرایط سخت شود.»